# الشهب (الكرات)
الشهب هو دُوَّار يقع بجماعة سيدي علي الكراتي، إقليم الصويرة، جهة مراكش آسفي في المملكة المغربية. ينتمي الدوّار لمشيخة الكرات التي تضم 6 دواوير. يقدر عدد سكانه بـ 551 نسمة حسب الإحصاء الرسمي للسكان والسكنى لسنة 2004.

## روابط خارجية
- البوابة الوطنية للجماعات الترابية
- المندوبية السامية للتخطيط